# Liste des pays par point le plus à l'ouest
Cet article recense la liste des pays par point le plus à l'ouest, c'est-à-dire les pays et territoires à statut spécial, ordonnés selon la latitude de leur extrémité ouest.

## Méthodologie
La liste suivante contient les 194 pays dont l'indépendance est généralement reconnue. Elle contient également le Kosovo et Taïwan, régions fonctionnellement indépendantes mais dont l'indépendance ne fait pas consensus, ainsi que la Palestine et le Sahara occidental. Les éventuels désaccords de territoire entre pays sont également indiqués.
Seules les parties terrestres des pays sont prises en compte. Les éventuelles eaux intérieures, eaux territoriales ou zones économiques exclusives ne sont pas considérées ici. Les revendications territoriales sur l'Antarctique ne sont pas prises en compte.
Il existe au moins trois façons différentes de définir le point le plus occidental d'un pays :
- par rapport au 180e méridien ;
- par rapport à la ligne de changement de date ;
- par rapport à un déplacement vers l'ouest.

Les parties terrestres de la Russie, des Fidji et de l'Antarctique sont directement traversés par le 180e méridien. Selon la première approche, ils seraient à la fois les pays les plus orientaux et les plus occidentaux. Le tracé de la ligne de changement de date permet de résoudre ce problème, mais conduit à des situations contre-intuitives (la Nouvelle-Zélande, bien que située quasi-intégralement dans l'hémisphère est, seraient ainsi l'un des pays les plus occidentaux du fait des îles Cook). La dernière méthode, plus intuitive finalement, considère le point le plus occidental qu'il est possible d'atteindre en se dirigeant vers l'Ouest à partir de la région principale d'un pays, mais reste arbitraire.
La liste suivante prend en compte les trois approches. Pour la majeure partie des pays, elles sont équivalentes.
Compte tenu de la difficulté à établir un classement pertinent, aucun n'est mentionné.

## Liste
| Pays ou territoire                                                           | Lieu                                                                                       | Coordonnées |
| ---------------------------------------------------------------------------- | ------------------------------------------------------------------------------------------ | ----------- |
| États-Unis (par rapport à la position du pays dans l'hémisphère ouest)       | Orote Point, Guam                                                                          | 144° 37′ E  |
| États-Unis (par rapport à la ligne de changement de date)                    | Cap Wrangell, Attu, Alaska                                                                 | 172° 27′ E  |
| 180e méridien                                                                | 180e méridien                                                                              | 180° 00'    |
| États-Unis (par rapport au 180e méridien)                                    | Amatignak, Alaska                                                                          | 179° 09′ O  |
| Nouvelle-Zélande (par rapport au 180e méridien)                              | Île de l'Espérance, îles Kermadec                                                          | 178° 54′ O  |
| France (par rapport au 180e méridien)                                        | Futuna, Wallis-et-Futuna                                                                   | 178° 11′ O  |
| Tonga (par rapport au 180e méridien)                                         | Niuafo'ou, Tongatapu                                                                       | 175° 38′ O  |
| Kiribati (par rapport au 180e méridien)                                      | Nikumaroro                                                                                 | 174° 33′ O  |
| Samoa (par rapport au 180e méridien)                                         | Cap au sud-ouest de Falealupo, Gaga'ifomauga                                               | 172° 48′ O  |
| France (par rapport à la ligne de changement de date)                        | Manuae, Polynésie française                                                                | 154° 44′ O  |
| Canada                                                                       | Frontière du Yukon avec l'Alaska                                                           | 141° 00′ O  |
| Nouvelle-Zélande (par rapport à la ligne de changement de date)              | Puka Puka, îles Cook                                                                       | 138° 49′ O  |
| Royaume-Uni                                                                  | Oeno, Pitcairn                                                                             | 130° 44′ O  |
| Mexique                                                                      | Roca Elefante, île Guadalupe                                                               | 118° 22′ O  |
| Chili                                                                        | Motu Nui                                                                                   | 109° 27′ O  |
| Guatemala                                                                    | Frontière avec le Mexique sur l'océan Pacifique                                            | 92° 15′ O   |
| Équateur                                                                     | Île Fernandina, Îles Galápagos                                                             | 92° 01′ O   |
| Salvador                                                                     | Frontière avec le Guatemala                                                                | 90° 15′ O   |
| 90e méridien ouest                                                           | 90e méridien ouest                                                                         | 90° 00′ O   |
| Belize                                                                       | Frontière avec le Guatemala, Sarstoon                                                      | 89° 12′ O   |
| Honduras                                                                     | Frontières avec le Salvador et le Guatemala                                                | 88° 43′ O   |
| Nicaragua                                                                    | Côte du golfe de Fonseca                                                                   | 87° 40′ O   |
| Costa Rica                                                                   | Cap à l'ouest de Hacienda Murcielago                                                       | 85° 55′ O   |
| Cuba                                                                         | Cap San Antonio, péninsule de Guanahacabibes                                               | 84° 58′ O   |
| Panama                                                                       | Frontière avec le Costa Rica                                                               | 83° 04′ O   |
| Colombie                                                                     | Ouest de l'San Andrés                                                                      | 81° 44′ O   |
| Pérou                                                                        | Punta Pariñas, La Brea                                                                     | 81° 19′ O   |
| Bahamas                                                                      | Alice Town, îles Bimini                                                                    | 79° 15′ O   |
| Jamaïque                                                                     | South Negril Point                                                                         | 76° 22′ O   |
| Haïti                                                                        | Cap près d'Anse-d'Ainault                                                                  | 74° 28′ O   |
| Brésil                                                                       | Serra do Divisor                                                                           | 73° 59′ O   |
| Argentine                                                                    | Cerro Agasiz                                                                               | 73° 30′ O   |
| Venezuela                                                                    | Frontière avec la Colombie                                                                 | 73° 20′ O   |
| Danemark                                                                     | Cap Alexander                                                                              | 73° 08′ O   |
| République dominicaine                                                       | Las Lajas                                                                                  | 72° 00′ O   |
| Pays-Bas                                                                     | Aruba                                                                                      | 70° 01′ O   |
| Bolivie                                                                      | Frontière avec le Pérou                                                                    | 69° 40′ O   |
| Saint-Christophe-et-Niévès                                                   | Cap occidental de Saint-Christophe                                                         | 62° 51′ O   |
| Paraguay                                                                     | Frontières avec la Bolivie et l'Argentine                                                  | 62° 35′ O   |
| Trinité-et-Tobago                                                            | Cap près de Fullaron                                                                       | 61° 56′ O   |
| Antigua-et-Barbuda                                                           | Antigua                                                                                    | 61° 55′ O   |
| Grenade                                                                      | Pointe Salines                                                                             | 61° 48′ O   |
| Dominique                                                                    | Cap au sud-ouest de Saint John Parish                                                      | 61° 30′ O   |
| Saint-Vincent-et-les-Grenadines                                              | Union                                                                                      | 61° 26′ O   |
| Guyana                                                                       | Mont Venamo, sur la Frontière avec le Venezuela                                            | 61° 25′ O   |
| Sainte-Lucie                                                                 | Côte ouest de l'île                                                                        | 61° 04′ O   |
| Barbade                                                                      | Harrison's Point, Saint Lucy                                                               | 59° 40′ O   |
| Uruguay                                                                      | Frontière avec l'Argentine sur l'Uruguay                                                   | 58° 25′ O   |
| Suriname                                                                     | Frontière avec le Guyana                                                                   | 58° 5′ O    |
| Portugal                                                                     | Ilhéu de Monchique, Flores, Açores                                                         | 31° 16′ O   |
| Cap-Vert                                                                     | Cap près de Tarrafal de Monte Trigo, Santo Antão                                           | 25° 25′ O   |
| Islande                                                                      | Bjargtangar, Vestur-Barðastrandarsýsla                                                     | 24° 32′ O   |
| Espagne                                                                      | Punta de la Orchilla, El Hierro, îles Canaries                                             | 18° 09′ O   |
| Sénégal                                                                      | Dakar                                                                                      | 17° 27′ O   |
| Mauritanie                                                                   | Cap Blanc                                                                                  | 17° 3′ O    |
| Sahara occidental                                                            | Nouadhibou                                                                                 | 17° 3′ O    |
| Gambie                                                                       | Côte atlantique, Western Division                                                          | 16° 45′ O   |
| Guinée-Bissau                                                                | Cap Roxo, frontière avec le Sénégal                                                        | 16° 42′ O   |
| Guinée                                                                       | Frontière avec la Guinée-Bissau sur la côte atlantique                                     | 15° 3′ O    |
| Sierra Leone                                                                 | Frontière avec la Guinée                                                                   | 13° 18′ O   |
| Maroc                                                                        | Frontière avec le Sahara occidental sur la côte atlantique                                 | 13° 15′ O   |
| Mali                                                                         | Frontières avec le Sénégal et la Mauritanie                                                | 12° 00′ O   |
| Liberia                                                                      | Frontière avec la Sierra Leone sur la côte atlantique                                      | 11° 30′ O   |
| Irlande                                                                      | An Tiaracht                                                                                | 10° 28′ O   |
| Norvège                                                                      | Høybergodden, Jan Mayen                                                                    | 9° 04′ O    |
| Algérie                                                                      | Frontières avec le Maroc et le Sahara occidental                                           | 8° 40′ O    |
| Côte d'Ivoire                                                                | Frontière avec le Liberia                                                                  | 8° 35′ O    |
| Îles Féroé                                                                   | Rocher à l'ouest de Mykines                                                                | 7° 47′ O    |
| Burkina Faso                                                                 | Frontières avec le Mali et la Côte d'Ivoire                                                | 5° 30′ O    |
| Ghana                                                                        | Frontière avec la Côte d'Ivoire                                                            | 3° 15′ O    |
| Togo                                                                         | Frontières avec le Ghana et le Burkina Faso                                                | 0° 09′ O    |
| Méridien de Greenwich                                                        | Méridien de Greenwich                                                                      | 00° 00'     |
| Niger                                                                        | Frontières avec le Mali et le Burkina Faso                                                 | 0° 07′ E    |
| Bénin                                                                        | Frontière avec le Togo                                                                     | 0° 50′ E    |
| Andorre                                                                      | Coll de l'Aquell, Sant Julià de Lòria                                                      | 1° 24′ E    |
| Belgique                                                                     | La Panne                                                                                   | 2° 35′ E    |
| Nigeria                                                                      | Frontière avec le Bénin                                                                    | 2° 45′ E    |
| Guinée équatoriale                                                           | Annobón                                                                                    | 5° 37′ E    |
| Luxembourg                                                                   | Près de Surré                                                                              | 5° 44′ E    |
| Allemagne                                                                    | Isenbruch, près de Millen                                                                  | 5° 53′ E    |
| Suisse                                                                       | Chancy                                                                                     | 5° 57′ E    |
| Sao Tomé-et-Principe                                                         | Neves, São Tomé                                                                            | 6° 33′ E    |
| Italie                                                                       | Roche Bernaude                                                                             | 6° 37′ E    |
| Monaco                                                                       | Près de l'extrémité sud du boulevard du Jardin-Exotique                                    | 07° 24′ E   |
| Tunisie                                                                      | Frontière avec l'Algérie                                                                   | 7° 35′ E    |
| Gabon                                                                        | Cap Lopez                                                                                  | 8° 42′ E    |
| Cameroun                                                                     | Frontière avec le Nigeria                                                                  | 8° 45′ E    |
| Libye                                                                        | Frontière avec l'Algérie                                                                   | 9° 20′ E    |
| Liechtenstein                                                                | Rhin, frontière avec la Suisse                                                             | 9° 28′ E    |
| Autriche                                                                     | Rhin près de Bangs                                                                         | 9° 31′ E    |
| Suède                                                                        | Stora Drammen, Strömstad                                                                   | 10° 57′ E   |
| République du Congo                                                          | Frontière avec le Gabon sur la côte atlantique                                             | 11° 10′ E   |
| Angola                                                                       | Baia dos Tigres                                                                            | 11° 40′ E   |
| Namibie                                                                      | Côte atlantique, Kunene                                                                    | 11° 45′ E   |
| Tchéquie                                                                     | Krásná, près d'Aš                                                                          | 12° 05′ E   |
| République démocratique du Congo                                             | Frontière avec l'Angola sur la côte atlantique                                             | 12° 20′ E   |
| Saint-Marin                                                                  | Acquaviva                                                                                  | 12° 24′ E   |
| Vatican                                                                      | Viale Vaticano                                                                             | 12° 26′ E   |
| Slovénie                                                                     | Kobarid                                                                                    | 13° 23′ E   |
| Croatie                                                                      | Cap Lako, Basanija, Umag                                                                   | 13° 30′ E   |
| Tchad                                                                        | Frontière avec le Niger                                                                    | 13° 40′ E   |
| Pologne                                                                      | Oder, près d'Osinów Dolny                                                                  | 14° 07′ E   |
| Malte                                                                        | San Dimitri Point, Gozo                                                                    | 14° 12′ E   |
| République centrafricaine                                                    | Nana-Mambéré, frontière avec le Cameroun                                                   | 14° 20′ E   |
| Bosnie-Herzégovine                                                           | Frontière avec la Croatie près de Bihać                                                    | 15° 50′ E   |
| Hongrie                                                                      | Frontières avec l'Autriche et la Slovénie                                                  | 16° 8′ E    |
| Afrique du Sud                                                               | Alexander Bay, frontière avec la Namibie                                                   | 16° 30′ E   |
| Slovaquie                                                                    | Frontière avec l'Autriche                                                                  | 16° 50′ E   |
| Monténégro                                                                   | Prijevor, Herceg Novi                                                                      | 18° 26′ E   |
| Serbie                                                                       | Bezdan                                                                                     | 18° 51′ E   |
| Finlande                                                                     | Märket, Åland                                                                              | 19° 8′ E    |
| Albanie                                                                      | Sazan, Vlora                                                                               | 19° 16′ E   |
| Grèce                                                                        | Othonas                                                                                    | 19° 23′ E   |
| Russie                                                                       | Narmeln, oblast de Kaliningrad                                                             | 19° 38′ E   |
| Kosovo                                                                       | À l'ouest de Peć                                                                           | 19° 58′ E   |
| Botswana                                                                     | Frontière avec la Namibie                                                                  | 20° 00′ E   |
| Roumanie                                                                     | Beba Veche, frontières avec la Hongrie et la Serbie                                        | 20° 19′ E   |
| Macédoine du Nord                                                            | Frontière avec l'Albanie                                                                   | 20° 30′ E   |
| Lituanie                                                                     | Isthme de Courlande, Neringa, frontière avec la Russie                                     | 20° 58′ E   |
| Lettonie                                                                     | Côte de la mer Baltique                                                                    | 21° 00′ E   |
| Estonie                                                                      | Nootamaa, Atla                                                                             | 21° 45′ E   |
| Soudan                                                                       | Frontière avec le Tchad                                                                    | 21° 50′ E   |
| Zambie                                                                       | Frontière avec l'Angola                                                                    | 22° 00′ E   |
| Ukraine                                                                      | Frontière avec l'Ukraine près d'Oujhorod                                                   | 22° 15′ E   |
| Bulgarie                                                                     | Shulep Kamak                                                                               | 22° 21′ E   |
| Biélorussie                                                                  | Brest                                                                                      | 23° 10′ E   |
| Soudan du Sud                                                                | Frontière avec la République centrafricaine                                                | 24° 09′ E   |
| Égypte                                                                       | Frontière avec la Libye                                                                    | 24° 40′ E   |
| Zimbabwe                                                                     | Frontières avec la Zambie et le Botswana                                                   | 25° 20′ E   |
| Turquie                                                                      | Cap Avlaka, Imbros                                                                         | 25° 39′ E   |
| Moldavie                                                                     | Criva                                                                                      | 26° 40′ E   |
| Lesotho                                                                      | Frontière avec l'Afrique du Sud à l'ouest de Mabotse                                       | 27° 00′ E   |
| Rwanda                                                                       | Frontière avec la République démocratique du Congo                                         | 28° 52′ E   |
| Burundi                                                                      | Frontière avec la République démocratique du Congo                                         | 28° 59′ E   |
| Tanzanie                                                                     | Frontière avec la République démocratique du Congo sur le lac Tanganyika                   | 29° 10′ E   |
| Ouganda                                                                      | Frontière avec la République démocratique du Congo                                         | 29° 34′ E   |
| Mozambique                                                                   | Frontière avec la Zambie                                                                   | 30° 15′ E   |
| Eswatini                                                                     | Frontière avec l'Afrique du Sud                                                            | 30° 48′ E   |
| Chypre                                                                       | Cap Arnauti                                                                                | 32° 16′ E   |
| Malawi                                                                       | Frontière avec le Mozambique                                                               | 32° 40′ E   |
| Éthiopie                                                                     | Frontière avec le Soudan                                                                   | 33° 00′ E   |
| Palestine                                                                    | Frontière avec l'Égypte, bande de Gaza                                                     | 34° 13′ E   |
| Israël                                                                       | Frontières avec l'Égypte et la bande de Gaza                                               | 34° 17′ E   |
| Arabie saoudite                                                              | Île de Tiran                                                                               | 34° 33′ E   |
| Jordanie                                                                     | Frontière avec l'Arabie saoudite dans le golfe d'Aqaba                                     | 34° 55′ E   |
| Kenya                                                                        | Frontière avec l'Ouganda sur le lac Victoria                                               | 35° 00′ E   |
| Liban                                                                        | Côte méditerranéenne près de la frontière avec Israël                                      | 35° 06′ E   |
| Syrie                                                                        | Frontière avec Israël sur le Golan                                                         | 35° 30′ E   |
| Érythrée                                                                     | Frontière avec le Soudan, à l'ouest de Teseney                                             | 36° 50′ E   |
| Somalie                                                                      | Frontière avec le Kenya                                                                    | 41° 00′ E   |
| Géorgie                                                                      | Adjarie                                                                                    | 41° 30′ E   |
| Yémen                                                                        | Saso                                                                                       | 41° 42′ E   |
| Djibouti                                                                     | Frontière avec l'Éthiopie                                                                  | 41° 46′ E   |
| Comores                                                                      | Moroni, Grande Comore                                                                      | 43° 12′ E   |
| Arménie                                                                      | Shirak                                                                                     | 43° 27′ E   |
| Madagascar                                                                   | Cap Ankaboa                                                                                | 43° 30′ E   |
| Iran                                                                         | Sufi Ali                                                                                   | 44° 02′ E   |
| Azerbaïdjan                                                                  | Sədərək, Nakhitchevan                                                                      | 44° 46′ E   |
| Seychelles                                                                   | Île de l'Assomption                                                                        | 46° 29′ E   |
| Koweït                                                                       | Frontières avec l'Irak et l'Arabie saoudite                                                | 46° 34′ E   |
| Kazakhstan                                                                   | Frontière avec la Russie                                                                   | 50° 00′ E   |
| Bahreïn                                                                      | Umm an Nasan                                                                               | 50° 23′ E   |
| Qatar                                                                        | Côte ouest de Dukhan, Al Jumaliyah                                                         | 50° 45′ E   |
| Émirats arabes unis                                                          | Île au nord-ouest de la frontière avec l'Arabie saoudite dans le golfe Persique, Abou Dabi | 51° 33′ E   |
| Oman                                                                         | Frontière avec l'Arabie saoudite                                                           | 52° 00′ E   |
| Turkménistan                                                                 | Frontière avec le Kazakhstan sur la côte de la mer Caspienne                               | 52° 25′ E   |
| Ouzbékistan                                                                  | Frontière avec le Kazakhstan                                                               | 56° 00′ E   |
| Maurice                                                                      | Île du Nord, Agaléga                                                                       | 56° 35′ E   |
| Afghanistan                                                                  | Frontière avec l'Iran                                                                      | 60° 30′ E   |
| Pakistan                                                                     | Frontières avec l'Iran et l'Afghanistan                                                    | 61° 00′ E   |
| Tadjikistan                                                                  | Frontière avec l'Ouzbékistan                                                               | 67° 25′ E   |
| Inde                                                                         | Ouest de Ghuar Mota, Gujarat                                                               | 68° 30′ E   |
| Kirghizistan                                                                 | Frontière avec le Tadjikistan                                                              | 69° 20′ E   |
| Maldives                                                                     | Atoll Makunudhoo                                                                           | 72° 42′ E   |
| Chine                                                                        | Au sud-ouest de Wuqia, Xinjiang                                                            | 73° 33′ E   |
| Sri Lanka                                                                    | Kachchatheevu                                                                              | 79° 31′ E   |
| Népal                                                                        | Frontière avec l'Inde                                                                      | 80° 03′ E   |
| Mongolie                                                                     | Frontières avec la Russie et la Chine                                                      | 88° 00′ E   |
| Bangladesh                                                                   | Frontière avec l'Inde                                                                      | 88° 03′ E   |
| Bhoutan                                                                      | Frontière avec l'Inde                                                                      | 88° 45′ E   |
| 90e méridien est                                                             | 90e méridien est                                                                           | 90° 00′ E   |
| Birmanie                                                                     | Frontière avec le Bangladesh                                                               | 92° 15′ E   |
| Indonésie                                                                    | Sabang                                                                                     | 94° 45′ E   |
| Thaïlande                                                                    | Frontière avec la Birmanie                                                                 | 97° 20′ E   |
| Malaisie                                                                     | Côte ouest de Langkawi, Kedah                                                              | 99° 37′ E   |
| Laos                                                                         | Frontières avec la Birmanie et la Thaïlande                                                | 100° 08′ E  |
| Cambodge                                                                     | Frontière avec la Thaïlande                                                                | 102° 25′ E  |
| Singapour                                                                    | Côte ouest de l'île de Singapour                                                           | 103° 36′ E  |
| Viêt Nam                                                                     | Cap ouest de Phú Quốc                                                                      | 103° 45′ E  |
| Australie                                                                    | Île Dirk Hartog, Australie-Occidentale                                                     | 112° 58′ E  |
| Brunei                                                                       | Frontière avec la Malaisie près de Kuala Belait                                            | 114° 05′ E  |
| Philippines                                                                  | Kalayaan, Palawan                                                                          | 114° 17′ E  |
| Taïwan                                                                       | Dadan Dao, Jinmen                                                                          | 118° 10′ E  |
| Japon                                                                        | Cap Irizaki, Yonaguni                                                                      | 122° 56′ E  |
| Timor oriental                                                               | Frontière avec l'Indonésie à l'ouest de Citrana, Oecusse                                   | 124° 00′ E  |
| Corée du Nord                                                                | Frontière avec la Chine sur la côte de la mer Jaune                                        | 124° 10′ E  |
| Corée du Sud                                                                 | Baengnyeong, Incheon                                                                       | 124° 39′ E  |
| Palaos                                                                       | Hatohobei                                                                                  | 131° 07′ E  |
| États fédérés de Micronésie                                                  | Ngulu, Yap                                                                                 | 137° 30′ E  |
| Papouasie-Nouvelle-Guinée                                                    | Frontière avec l'Indonésie                                                                 | 140° 55′ E  |
| Salomon                                                                      | Îles du Trésor                                                                             | 155° 33′ E  |
| Îles Marshall                                                                | Ujelang                                                                                    | 160° 54′ E  |
| Nouvelle-Zélande (par rapport à la position du pays dans l'hémisphère ouest) | Cap Lovitt, îles Auckland                                                                  | 165° 52′ E  |
| Nauru                                                                        | Côte ouest de Nauru                                                                        | 166° 53′ E  |
| Vanuatu                                                                      | Malo                                                                                       | 167° 10′ E  |
| Kiribati (par rapport à la ligne de changement de date)                      | Banaba                                                                                     | 169° 32′ E  |
| Tuvalu                                                                       | Nanumea                                                                                    | 176° 12′ E  |
| Fidji (par rapport à la ligne de changement de date)                         | Waya                                                                                       | 177° 05′ E  |
| 180e méridien                                                                | 180e méridien                                                                              | 180° 00'    |
| Tonga (par rapport à la ligne de changement de date)                         | Niuafo'ou, Tongatapu                                                                       | 175° 38′ O  |
| Samoa (par rapport à la ligne de changement de date)                         | Cap au sud-ouest de Falealupo, Gaga'ifomauga                                               | 172° 48′ O  |